# Hapoel Tel Aviv
Hapoel Tel Aviv este un club de fotbal israelian din Tel Aviv. Au în palmares 12 titluri și 13 cupe ale Israelului.

## Lotul actual
| Nr. |          | Poziție | Jucător              |
| --- | -------- | ------- | -------------------- |
| 1   | Nigeria  | P       | Vincent Enyeama      |
| 3   | Brazilia | F       | Douglas da Silva     |
| 4   | Israel   | F       | Dani Bondarv         |
| 5   | Israel   | M       | Sari Falah           |
| 6   | Israel   | M       | Bibras Natkho        |
| 7   | Serbia   | M       | Nemanja Vučićević    |
| 9   | Israel   | F       | Itay Shechter        |
| 10  | Israel   | F       | Walid Badir          |
| 11  | Ghana    | A       | Samuel Yeboah        |
| 12  | Israel   | A       | Victor Merey         |
| 14  | Israel   | M       | Gil Vermuth          |
| 15  | Georgia  | M       | Zurab Menteshashvili |
| 16  | Israel   | A       | Eran Zahavi          |

| Nr. |        | Poziție | Jucător          |
| --- | ------ | ------- | ---------------- |
| 17  | Israel | A       | Maaran Lala      |
| 18  | Israel | M       | Shay Abutbul     |
| 19  | Israel | F       | Dedi Ben Dayan   |
| 22  | Israel | P       | Neal Abarbanel   |
| 23  | Israel | A       | Omri Canada      |
| 24  | Israel | A       | Yehuda Hota      |
| 25  | Israel | F       | Gal Shish        |
| 26  | Israel | M       | Avihai Yadin     |
| 27  | Israel | M       | Roei Gordana     |
| 28  | Israel | A       | Arthur Atzhianov |
| 29  | Israel | F       | Rami Duani       |
| 30  | Israel | M       | Philipe Abu-Mana |